# Horst Stein

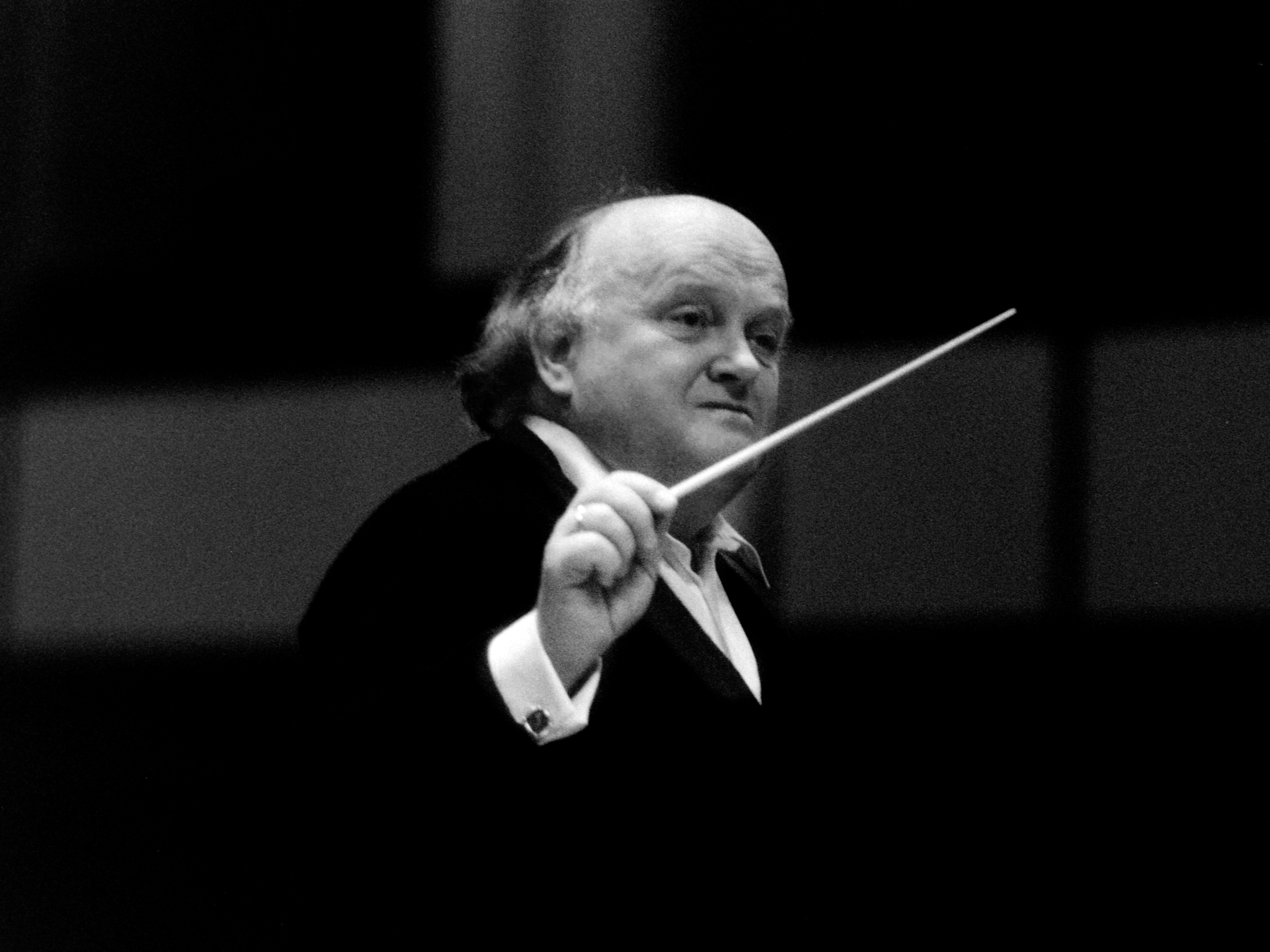
Horst Stein 1986

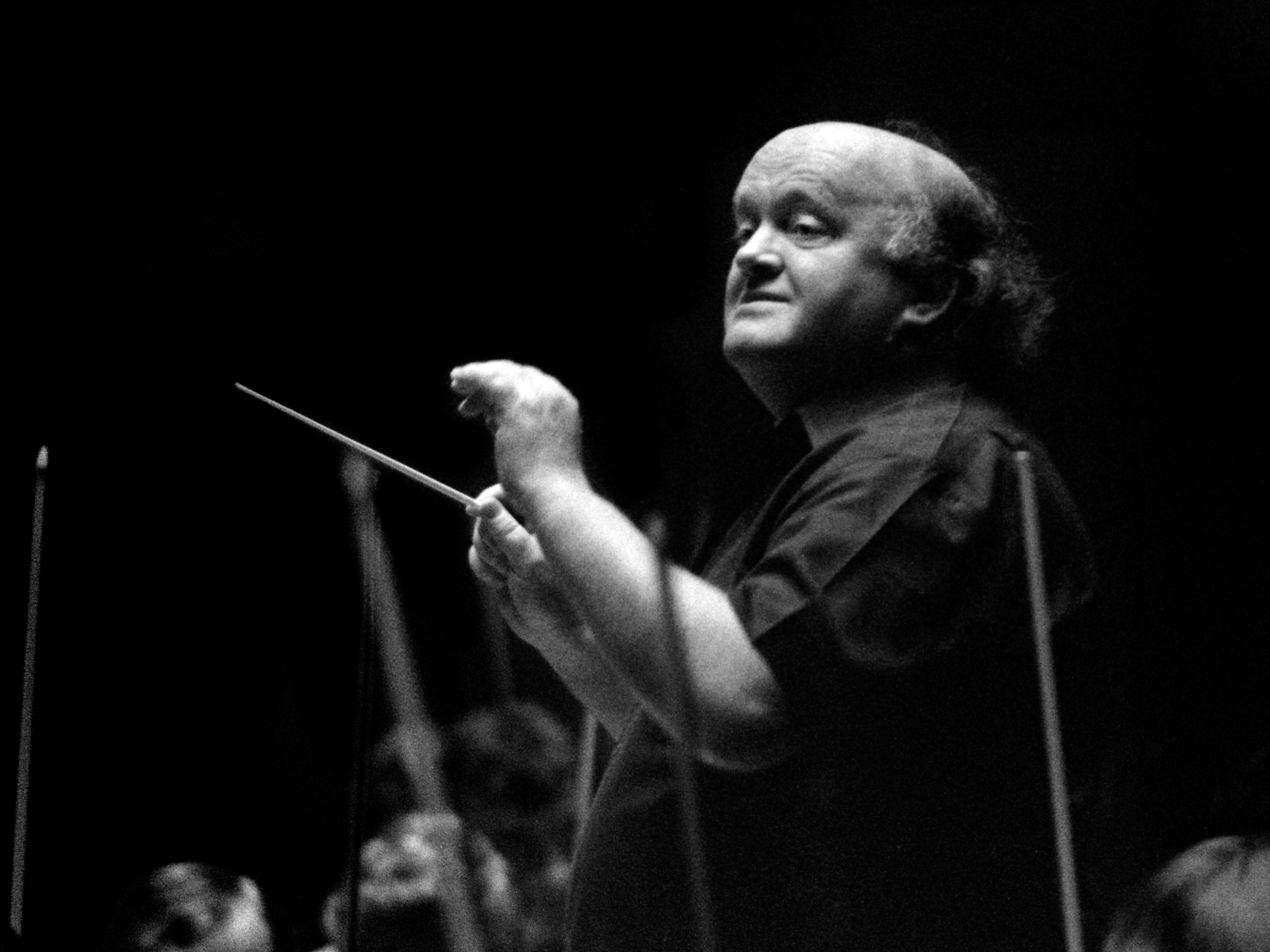
Horst Stein in Bamberg

Horst Walter Stein (* 2. Mai 1928 in Elberfeld, heute Wuppertal; † 27. Juli 2008 in Vandœuvres, Schweiz) war ein deutscher Konzert- und Operndirigent.

## Leben
Horst Walter Stein wurde am 2. Mai 1928 in Elberfeld (heute ein Stadtteil von Wuppertal) als Sohn eines Mechanikers geboren. Er besuchte das Musische Gymnasium in Frankfurt a. M. (Klavier, Oboe, Schlagzeug, Gesang) und studierte anschließend an der Hochschule für Musik Köln. Sein Lehrer im Hauptfach Dirigieren war Günter Wand. Komposition studierte er bei Philipp Jarnach. Seine musikalische Karriere begann 1947 als Korrepetitor an den Städtischen Bühnen Wuppertal, wo er bis 1951 blieb. Über Hamburg kam er 1955 an die nach schweren Kriegszerstörungen neu eröffnete Staatsoper Unter den Linden nach Berlin. Der international bekannte Dirigent Erich Kleiber hatte den damals 27-Jährigen engagiert. Er begann zunächst als Staatskapellmeister, wurde aber bald zum koordinierten Generalmusikdirektor berufen. In dieser Funktion arbeitete Horst Stein bis 1961. Neben seiner Tätigkeit an der Oper unterrichtete er von 1959 bis 1961 an der Ostberliner Hochschule für Musik. Von 1961 bis 1963 bekleidete er unter dem Intendanten Rolf Liebermann an der Staatsoper Hamburg die Funktion des stellvertretenden Generalmusikdirektors. Daran anschließend ging er von 1963 bis 1970 als Generalmusikdirektor und Operndirektor an das Nationaltheater Mannheim. Parallel war er von 1969 bis 1972 erster Dirigent der Wiener Staatsoper, wo er von 14. Dezember 1963 (Carmen) bis 14. März 1999 (Ariadne auf Naxos) mehr als 500 Aufführungen leitete, u. a. am 23. Mai 1971 die Uraufführung von Der Besuch der alten Dame mit Christa Ludwig und Eberhard Waechter, am 1. April 1972 die Neueinstudierung der Daphne mit Mimi Coertse, am 9. Juni 1978 die Erstaufführung von Der junge Lord und am 18. März 1979 die Neuinszenierung von Parsifal mit Leonie Rysanek, Siegfried Jerusalem, Bernd Weikl, Walter Berry und Karl Ridderbusch. Von 1972 bis 1977 war er wieder in Hamburg, diesmal als Generalmusikdirektor. In den 1970er Jahren gastierte er zudem häufig an der Deutschen Oper Berlin v. a. in Wagner-Aufführungen. An der Hamburger Musikhochschule wurde er Professor und bildete junge Dirigenten aus.
Schon frühzeitig zeigte er großes Interesse an den Richard-Wagner-Festspielen in Bayreuth. Seit 1952 assistierte er bei Joseph Keilberth, Hans Knappertsbusch, Clemens Krauss und Herbert von Karajan. Von 1969 an dirigierte er selbst, unter anderem den Ring des Nibelungen, Parsifal, Meistersinger, Tannhäuser und Tristan und Isolde. Allein zwischen 1969 und 1986 leitete er 138 Vorstellungen auf dem Grünen Hügel. Auch die Salzburger Festspiele als ein Höhepunkt im internationalen Musikleben zogen Horst Stein an. In den Jahren 1985–1989 dirigierte er dort eine Reihe von Konzerten und Opernaufführungen, unter anderem mit Werken von Strauss, Mozart und Beethoven.
Von 1980 bis 1985 war er Künstlerischer Direktor und Chefdirigent des Orchestre de la Suisse Romande in Genf. Anschließend wurde Horst Stein Chefdirigent der Bamberger Symphoniker. Diese Position hatte er bis zur Ernennung zum Ehrendirigenten im Jahre 1996 inne. Neben seiner Bamberger Position bekleidete er noch bis 1994 die Funktionen des Künstlerischen Leiters des Basler Sinfonie-Orchester und der Allgemeinen Musikgesellschaft in Basel.
Horst Stein lebte zuletzt in Vandœuvres im Schweizer Kanton Genf, wo er am 27. Juli 2008 verstarb.

## Bedeutung
Horst Stein galt als außerordentlich erfahrener Dirigent, der ein großes Repertoire beherrschte, über herausragende handwerkliche Fähigkeiten verfügte und viel für den künstlerischen Nachwuchs tat. Er widmete sich gleichermaßen der Opern- wie der Konzertliteratur. Dabei hatte er eine Vorliebe für die Romantik und Spätromantik. Komponisten wie Carl Maria von Weber, Brahms, Wagner, Bruckner, Strauss oder Reger gehörten seit jeher zu seinen Favoriten. Er war Gastdirigent der bedeutendsten Orchester, so der Wiener und Berliner Philharmoniker, des London Philharmonic Orchestra, des Gewandhausorchesters Leipzig, der Staatskapelle Dresden, des Israel Philharmonic Orchestra oder des NHK-Sinfonieorchesters Tokio, das ihn zum Ehrendirigenten ernannte.
Die Wiener Symphoniker, bei denen er regelmäßig gastierte, verliehen ihm 1996 den Anton-Bruckner-Ring. Zahlreiche Ehrenmitgliedschaften unterstreichen die Bedeutung von Horst Stein. Er war unter anderem Ehrenmitglied des Nationaltheaters Mannheim, der Freunde der Wiener Staatsoper und des Richard-Wagner-Verbandes Linz. Für seine Verdienste wurde Horst Stein mehrfach ausgezeichnet. 1996 erhielt er vom Bundespräsidenten der Republik Österreich das Österreichische Ehrenzeichen für Wissenschaft und Kunst. 2003 wurde ihm der Bayerische Maximiliansorden für Wissenschaft und Kunst verliehen.
Horst Stein hat eine Vielzahl von Schallplatten produziert. Schwerpunkt ist hier wiederum die Konzert- und Opernliteratur des 19. und beginnenden 20. Jahrhunderts. Auch Rundfunkaufnahmen und Fernsehaufzeichnungen liegen vor.

## Diskografie
(Auswahl, alphabetisch nach Komponisten)
- Beethoven: Die 5 Klavierkonzerte (Gulda / Wiener Philharmoniker / 1970/71)
- Beethoven: Sinfonie Nr. 3 (Bamberger Symphoniker)
- Bizet: Carmen (Gesamtaufnahme, deutsch / Ludwig, Schock, Prey, Muszely, Schirrmacher, Mercker, Völker u. a. / Berliner Symphoniker / 1961)
- Brahms: Die Sinfonien (Bamberger Symphoniker / 1997)
- Bruckner: Sinfonie Nr. 2 (Bamberger Symphoniker / 1991)
- Bruckner: Sinfonie Nr. 4 (Bamberger Symphoniker / 1987)
- Bruckner: Sinfonie Nr. 6 (Wiener Philharmoniker / 1972)
- Cherubini: Medea (Gesamtaufnahme / Rysanek, Popp, Gruberova, Lilowa, Prevedi, Bunger, Ghiuselev u. a. / Wiener Staatsoper / Live-Mitschnitt vom 31. Januar 1972)
- Cilenšek: Sinfonie Nr. 5 (Rundfunk-Sinfonieorchester Berlin / 1960)
- Einem: Der Besuch der alten Dame (Gesamtaufnahme / Ludwig, Waechter, Beirer, Loose, Hotter, Terkal, Zednik, Jungwirth / Chor und Orchester der Wiener Staatsoper / Uraufführungsmitschnitt vom 23. Mai 1971)
- Gerster: Festouvertüre (Rundfunk-Sinfonieorchester Leipzig / 1959)
- Glasunow: Violinkonzert (Josef Sivo / Orchestre de la Suisse Romande / 1971)
- Kelterborn: Sinfonie Nr. 4 (Bamberger Symphoniker / 1987)
- Chatschaturjan: Masquerade und Gajaneh, Suiten (Rundfunk-Sinfonieorchester Berlin / 1959)
- Kienzl: Der Evangelimann (Querschnitt / Kónya, Ericsdotter, Boese, Stewart / Symphonieorchester des Bayerischen Rundfunks / 1965)
- Leoncavallo: Der Bajazzo (Gesamtaufnahme, deutsch / Schock, Muszely, Schmidt, Metternich, Cordes u. a. / Chor der Staatsoper Berlin / Staatskapelle Berlin / 1959)
- Bartholdy: Klavierkonzert g-moll op. 25 und Ouvertüre Meeresstille und glückliche Fahrt op. 27 (Wiener Symphoniker / 1997)
- Mozart: Die Zauberflöte (Gesamtaufnahme / Regie: Ustinov / Gedda, Mathis, Sotin, Deutekom u. a. / Staatsorchester Hamburg / Chor der Hamburgischen Staatsoper / 1972)
- Puccini: Tosca (Gesamtaufnahme, deutsch / Woytowicz, Kónya, Borg, Leib, Enders u. a. / Staatskapelle Berlin / 1960)
- Reger: 9 CDs mit zahlreichen bedeutenden Orchester- und Chororchesterwerken (Braun, Oppitz, Forchert, Bamberger Symphoniker / 1988–1995)
- Schmidt: Das Buch mit sieben Siegeln (Fontana, Hintermeier, Azesberger, Büchner, Holl, Wiener Symphoniker / 1996)
- Schubert: Sinfonie Nr. 9 und Ouvertüre zu Rosamunde (Wiener Symphoniker und NHK SO / 1984)
- Schumann: Sinfonie Nr. 3 (Wiener Symphoniker / 1997)
- Sibelius: 8 CDs (Orchestre de la Suisse Romande / 1971–1980)
- Strauss: Capriccio (Gesamtaufnahme / Tomowa-Sintow, Schmidt, Büchner, Grundheber, Schöne, Jungwirth u. a. / Wiener Philharmoniker / Live-Mitschnitt der Premiere bei den Salzburger Festspielen vom 7. August 1985)
- Strauss: Eine Alpensinfonie (Bamberger Symphoniker / 1988)
- Strauss: Also sprach Zarathustra (Bamberger Symphoniker / 1987)
- Strauss: Festliches Präludium op. 61 (Bamberger Symphoniker / 1987)
- Verdi: Don Carlo (Gesamtaufnahme / Corelli, Janowitz, Verrett, Waechter, Gjaurow, Talvela, Gruberová u. a. / Chor und Orchester der Wiener Staatsoper / Live-Mitschnitt vom 25. Oktober 1970)
- Verdi: Nabucco (Auszüge, deutsch / Stewart, Synek, Lear, Kónya, Talvela u. a. / Orchester der Deutschen Oper Berlin / 1965)
- Verdi: Rigoletto (Auszüge, deutsch / Fischer-Dieskau, Vivarelli, Kozub u. a. / Berliner Philharmoniker / 1962)
- Vibert: Symphonie funèbre und Lux et Pax (Orchestre de la Suisse Romande)
- Wagner: Siegfried-Idyll (Bamberger Symphoniker / 1986)
- Wagner: Ouvertüre und Bacchanal aus Tannhäuser (Bamberger Symphoniker / 1987)
- Wagner: Ouvertüre zu Rienzi, der letzte der Tribunen (Bamberger Symphoniker / 1986)
- Wagner: Der fliegende Holländer (Gesamtaufnahme / Roar, Slatinaru, Ridderbusch, Schunk, Budai, Suttheimer / Orchestre de la Suisse Romande / 1980)
- Wagner: Die Meistersinger von Nürnberg (Gesamtaufnahme / Regie: Wolfgang Wagner / Jerusalem, Weikl, Prey, Häggander, Clark, Schiml, Schenk, Molnar u. a. / Chor und Orchester der Bayreuther Festspiele / 1984)
- Wagner: Parsifal (Gesamtaufnahme / Regie: Wolfgang Wagner / Jerusalem, Randová, Weikl, Sotin, Roar, Salminen u. a. / Chor und Orchester der Bayreuther Festspiele / 1984)
- Wagner: Tristan und Isolde (Gesamtaufnahme / Bjoner, Beirer, Kreppel, Ruth Hesse, Wiener u. a. / Chor und Orchester der Wiener Staatsoper / Live-Mitschnitt ca. 1970)
- Wagner: Tristan und Isolde (Gesamtaufnahme / Nilsson, Vickers, Crass, Hoffman, Mittelmann u. a. / Chor und Orchester des Teatro Colón Buenos Aires / Live-Mitschnitt vom Sept. 1971)
- Wagner: Tristan und Isolde (Gesamtaufnahme / Nilsson, Vickers, Sotin, Ruth Hesse, Noecker, Dermota u. a. / Chor und Orchester der Wiener Staatsoper / Live-Mitschnitt vom 5. Dezember 1976)
- Weber: Sinfonie Nr. 1 C-Dur, Aufforderung zum Tanz (Arr. Hector Berlioz), Ouvertüren zu Euryanthe, Berherrscher der Geister, Abu Hassan (Wiener Philharmoniker / 1977)
- Weber: Missa solemnis Nr. 1 Es-Dur (Freischütz-Messe) (Laki, Schiml, Protschka, Rootering / Bamberger Symphoniker)